# Dự án Khu đô thị đại học quốc tế Tây Bắc Thành phố Hồ Chí Minh
Dự án Khu đô thị đại học quốc tế Tây Bắc Thành phố Hồ Chí Minh là một dự án vừa được chấp thuận đầu tư tại Thành phố Hồ Chí Minh. Dự án này do Công ty Berjaya Land Berhad, một công ty thuộc Tập đoàn Berjaya Berhad (Malaysia) đầu tư. Dự án đã được chính quyền Thành phố Hồ Chí Minh ký thỏa thuận với Tập đoàn này và đang trình Thủ tướng Chính phủ xem xét chấp thuận. Dự án có tổng mức đầu tư 3,5 tỷ USD, và được chia thành 4 phân khu chức năng: giáo dục đại học; đô thị kế cận; trung tâm dịch vụ tổng hợp; khu công viên cây xanh, phúc lợi công cộng. Tổng diện tích của dự án này là 880 ha thuộc Khu đô thị Tây Bắc, một dự án khu đô thị cách trung tâm Thành phố Hồ Chí Minh 19 km về phía Tây Bắc. Nếu được chấp thuận, chủ đầu tư sẽ triển khai xây dựng từ năm 2008 và hoàn thành vào năm 2018. Cùng với các dự án đô thị khác như Khu đô thị mới Thủ Thiêm, Khu đô thị Phú Mỹ Hưng... dự án này sẽ góp phần thay đổi lớn bộ mặt kiến trúc đô thị Thành phố Hồ Chí Minh.
Khu đô thị Đại học Quốc tế Việt Nam (VIUT)
Vị trí: Đặng Công Bình, Phường Tân Thới Nhì, huyện Hóc Môn, Thành phố Hồ Chí Minh.
Ngày khởi công: 31/12/2011
Ngày hoàn thành: 31/12/2021
Diện tích khuôn viên: 924 ha
Diện tích xây dựng:
Tổng số căn hộ/nền/Villa: N/A
Giá khởi điểm: N/A
Giá hiện tại: N/A
Tổng mức phí đầu tư: 3,5 tỷ USD
Chủ đầu tư: Công ty Berjaya Land Berhad
Khu đô thị Đại học Quốc tế Việt Nam (VIUT) sẽ là một khu đô thị mạnh mẽ kết nối với khu đại học và đan xen trong kiến trúc đô thị như là một chỉ dẫn về sự phát triển và đổi mới của Đại học tương lai. Đặc biệt, điểm nhấn chiến lược giữa Đại học và Cộng đồng là tạo ra sự thu hút đối với cư dân sinh sống, học tập, làm việc, mua sắm và vui chơi tại Khu Đô thị Tây Bắc Thành phố Hồ Chí Minh về chất lượng ngành học, nhân viên, học sinh và gia đình. '
Khu đô thị Đại học Quốc tế Việt Nam (VIUT)
Đặng Công Bình, Phường Tân Thới Nhì, huyện Hóc Môn, Thành phố Hồ Chí Minh.
Chi tiết dự án
Chi tiết chủ đầu tư
Terms of Use
Map
Satellite
Hybrid
Vị trí
Khu đô thị Đại học Quốc tế Việt Nam (VIUT) Tọa lạc tại xã Tân Thới Nhì, huyện Hóc Môn, cách trung tâm TP HCM 19 km, thuộc khu Tây Bắc Sài Gòn.
Quy mô
Dự án Khu đô thị Đại học Quốc tế Việt Nam có tên gọi tắt là VIUT, triển khai trong vòng 10 năm, từ 2011-2021, với 8 giai đoạn. Giai đoạn 1 sẽ tiến hành trong 3 năm, hạng mục nhà ở chiếm khoảng 55 ha ở phía nam dự án gồm 2.000 căn hộ và 255 nhà liên kế. Ngay khi hoàn tất hạng mục này, các giai đoạn kế tiếp sẽ được triển khai đồng bộ.
Theo quy hoạch tổng thể, Khu đô thị Đại học Quốc tế Việt Nam được xây dựng với mục đích tạo ra một đô thị hội nhập, có sức chứa 75.000 người sống, học tập và làm việc. Khu phức hợp có 7 phân khu chức năng, trong đó, ba khu chính chiếm diện tích lớn nhất dự án là khu làng đại học quốc tế, khu trung tâm tài chính, hành chính và khu nhà ở.
Phối cảnh hai trục hướng tâm của khu đô thị đại học tại Hóc Môn, TP HCM.
Cơ sở vật chất phục vụ giáo dục gồm 6 trường mẫu giáo, 4 trường tiểu học, 4 trường phổ thông cơ sở và các trường cao đẳng, đại học kèm theo nhà ở cho học sinh, sinh viên.
Thiết kế
Khu trung tâm sẽ được xây theo lối kiến trúc hình tròn, lan tỏa quanh các hạng mục khác như hạt nhân của toàn bộ công trình với 8 tòa tháp phục vụ các hoạt động hành chính và tài chính. Riêng nhà ở sẽ được xây dựng dọc theo hai con kênh, hướng ra bờ sông.
Phối cảnh dự án khu đô thị đại học quốc tế từ lõi trung tâm lan ra các hạng mục xung quanh. 
Như các khu đô thị khác, dự án hội đủ các hạng mục hạ tầng kỹ thuật và hạ tầng xã hội như trường học, bệnh viện, trung tâm thương mại, khu vui chơi giải trí, nhà thi đấu, trung tâm tài chính, hành chính, công viên và các mảng xanh bao quanh.
Đặc biệt một trung tâm y khoa rộng 15,2 ha như một bệnh viện đa khoa lớn cũng sẽ được xây dựng tại đây nhằm phục vụ nhu cầu khám và chữa bệnh cho 75.000 dân tương lai của khu đô thị VIUT.
3 trong tổng số 8 tòa tháp trung tâm của khu đô thi đại học.
Thông tin thêm về chủ đầu tư
Chủ đầu tư dự án là Tập đoàn Berjaya, nhà phát triển bất động sản Malaysia. Tổng giá trị của dự án sau đầu tư có thể lên đến 7,35 tỷ USD.
Đây là dự án có vốn đầu tư chiếm 50% tổng số vốn FDI của TP HCM trong 6 tháng đầu năm (ước tính 7 tỷ USD), bằng nguồn vốn đầu tư đổ vào TP HCM trong 3 năm 2005-2007. Đây cũng là dự án thứ 4 được cấp giấy chứng nhận đầu tư trong số 7 dự án bất động sản của tập đoàn Berjaya tại Việt Nam, sau Trung tâm Tài chính Việt Nam tại TP HCM, vốn đầu tư 930 triệu USD; Trung tâm Thành phố Biên Hòa ở Đồng Nai, vốn đầu tư 230 triệu USD và dự án thành phố mới Thạch Bàn, Hà Nội với tổng vốn đầu tư 500 triệu USD.